# Esqueleto axial

Diagrama do esqueleto axial (em azul)

O esqueleto axial consiste de 80 ossos na cabeça e tronco do corpo humano. Ele é composto por três partes: a cabeça, a caixa torácica e a coluna vertebral. O esqueleto axial também é caracterizado pela função de sustentação do corpo.
O esqueleto axial e o esqueleto apendicular formam juntos o esqueleto.  No total, o esqueleto axial é composto por 80 ossos.
A cabeça é constituída pelos ossos que formam a caixa craniana, ou crânio, e pelos ossos da face. 
Os ossos do crânio são: Frontal, Parietais (esquerdo e direito), Occipital, Temporais (esquerdo e direito), Etimoide, Esfenoide, ossos do ouvido interno (estribo, martelo e bigorna). Os ossos da Face são: Zigomáticos (esquerdo e direito), Nasais (esquerdo e direito), vômer, Mandíbula (único osso móvel da face), Maxilar, Palatino.
A caixa torácica é formada por 12 pares de costelas, sendo 7 verdadeiras (se articulam diretamente com o esterno), 3 falsas (não se articulam diretamente com o esterno) e 2 flutuantes (não se articulam de nenhuma forma com o osso esterno) e pelo osso esterno (composto por manúbrio, corpo e apendice xifoide), que fica bem no meio da região torácica.
A coluna vertebral  é formada por 33 vértebras. Através dos orifícios presentes em cada vértebra passa a medula espinhal, um delicado cordão formado por neurônios que fazem a comunicação entre o encéfalo e o restante do corpo.
As vértebras estão divididas em: 7 cervicais, 12 torácicas, 5 lombares, 5 vértebras fusionadas formando o sacro e 4 vértebras fusionadas formando o cóccix.